# Marco Trani
Marco Trani (Roma, 14 marzo 1960 – Roma, 21 settembre 2013) è stato un disc jockey italiano, di musica principalmente house.
Con Corrado Rizza ha scritto il libro I love the nightlife che tratta della storia della musica da discoteca in Italia dalla fine degli anni settanta ai primi anni novanta.

## Biografia
Marco Trani era considerato uno dei disc jockey da club più importanti del panorama musicale italiano e vero e proprio pioniere del funk e della disco music.
Nei primi quindici anni di carriera, fu un personaggio simbolo della capitale, lavorando in club storici e punti musicali di riferimento come il club gay Easy Going dal 1978 e l'Histeria nei primi anni ottanta. In quest'ultimo locale è stato affiancato da due delle sue scoperte: prima Corrado Rizza e poi Claudio Coccoluto. I tre, insieme a Faber Cucchetti diventeranno i dj più popolari dell'area romana tra gli anni '70 e gli anni '80.
Il suo successo è aumentato alla fine degli anni ottanta ha lavorato in altre importanti città italiane e anche all'estero (al Pacha di Ibiza, al Ministry of Sound di Londra e al Les Bains Parigi).
All'inizio degli anni novanta con l'avvento della musica house è diventato dj resident del Pascià di Riccione: viene così consacrato dagli addetti ai lavori come uno dei migliori dj dell'epoca e gli viene attribuito il soprannome di "Frankie Knuckles bianco", ottenendo un notevole successo di pubblico.
Come produttore discografico ha lavorato con artisti quali Renato Zero, Gazebo, Jovanotti e Mike Francis.
Nel 2010 ha scritto con il collega ed amico Corrado Rizza il libro I love the nightlife (edito da Wax Production) che tratta della storia della musica da discoteca in Italia dalla fine degli anni settanta ai primi anni novanta.
È morto nel settembre del 2013 in seguito a un ictus. Ad un anno dalla morte, Corrado Rizza ed il figlio Mattia Trani gli dedicano il docufilm Strani Ritmi, in cui si racconta la sua carriera.
Nel 2023 gli viene dedicato un giardino nel quartiere romano di Acilia, tra via Arturo Viligiardi e via Prato Cornelio.

## Lo stile
Marco Trani è stato uno dei primi deejay italiani a sperimentare le prime tecniche di missaggio e pur utilizzando ancora dischi in vinile, riusciva a riprodurre effetti che solo il miglioramento della strumentazione tecnica renderà comuni.